# تعطیلات دوساله
تعطیلات دو ساله یا با نام‌های دیگر آوارگان جزیره و داستان پانزده پسر (به فرانسوی: Deux ans de vacances) یکی از آثار ژول ورن، نویسنده داستان‌های علمی و تخیلی است که در سال ۱۸۶۰ چاپ شده است.
رمان دو سال در تعطیلات داستان پانزده تن پسر هشت تا چهارده ساله انگلیسی و فرانسوی است که در آموزشگاه شبانه‌روزی معتبر و محبوبِ «شرمان» در شهر آوکلند، پایتخت نیوزیلند (مستعمره مهم انگلستان در اقیانوس آرام) درس می‌خواندند. دو ماه تعطیلات، آزادی و خوشگذرانی برای آن‌ها شروع شده بود و پدر و مادرشان در فکر تفریحی برای آن‌ها بودند؛ بنابراین تصمیم گرفتند برای آن‌ها یک کشتی دو دکله آماده کنند و آن‌ها را برای این تعطیلات به یک سفر دریایی شش هفته‌ای بفرستند؛ اما آنها پس از از دست دادن کشتیشان در یکی از جزایر متروک اقیانوس آرام جنوبی گرفتار می‌شوند و این تعطیلات دوماهه به تعطیلاتی دو ساله تبدیل می‌شود.

## شخصیت‌های داستان
هر چند نقطه شروع داستان کشور نیوزیلند (زلاند نو) است؛ اما در آن زمان (۱۸۶۰ میلادی)، نیوزیلند یکی از مستعمره‌های مهم انگلستان در اقیانوس آرام بود و قهرمانان این رمان در واقع همان نوجوانان انگلیسی و فرانسوی بودند که به همراه خانواده خود به آنجا مهاجرت کرده بودند (برای تحصیل، زندگی و …). بغیر از گوردون چهارده ساله که بزرگترین پسر و آمریکایی بود و برادرانِ برایان و ژاک که فرانسوی بودند، بقیه نوجوانان انگلیسی بودند.

## شرح وقایع داستان
در چهاردهم فوریه سال ۱۸۶۰، گروهی دانش آموزِ نوجوان هشت تا چهارده ساله سوار بر کشتی ای دو دکله با ظرفیت صد تن به نام «اسلوث» (در ترجمه‌های فارسی «اسلوژی» و «سلوکی» ترجمه شده است) که در شهر آوکلند (پایتختِ نیوزیلند) لنگر انداخته بود و قرار بود ناخدا «گارنت» هدایت آنرا بر عهده داشته باشد، خود را برای یک سفر دریایی شش هفته‌ای آماده کرده بودند. روز عزیمت پانزدهم فوریه معین شده بود و کشتی قرار بود فردا صبح زود حرکت کند. کشتی اسلوث در بندر از پشت با طناب به حلقه آهنی اسکله بسته شده بود و تا چشم کار می‌کرد در برابرش فضای نامتناهی گسترده بود.
در آن شب هیچ‌کدام از خدمه اسلوث در کشتی نبودند. ناخدا گارنت طبق مقررات تا موقعی که تدارکات حرکت کشتی فراهم نشده بود، نبایستی می‌آمد. خدمه مرد کشتی نیز بعد از بارگیری تدارکات راهی بندر و اقامتگاه‌های خود شده بودند. در نبود خدمه، آموزگار دبستان و «موکو» (کمک ملوان کشتی) از گوردون و دوستانش پذیرایی کردند. مدتی بعد آموزگار برای هماهنگی نهایی با ناخدا و خدمه کشتی را ترک کرد. موکو هم بعد از رفتن آموزگار به اتاقش رفت و خوابید.

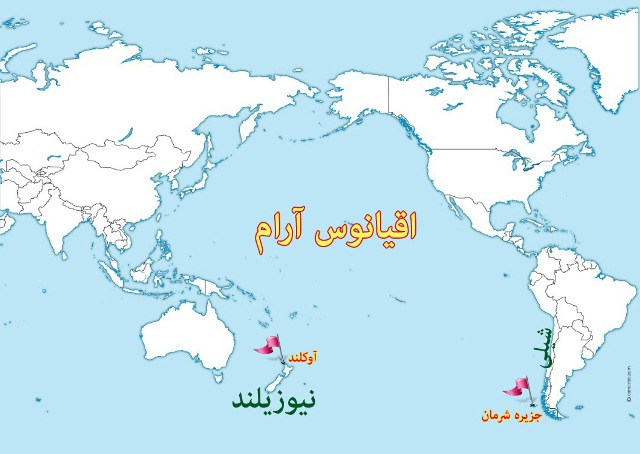
سیر وقوع داستان

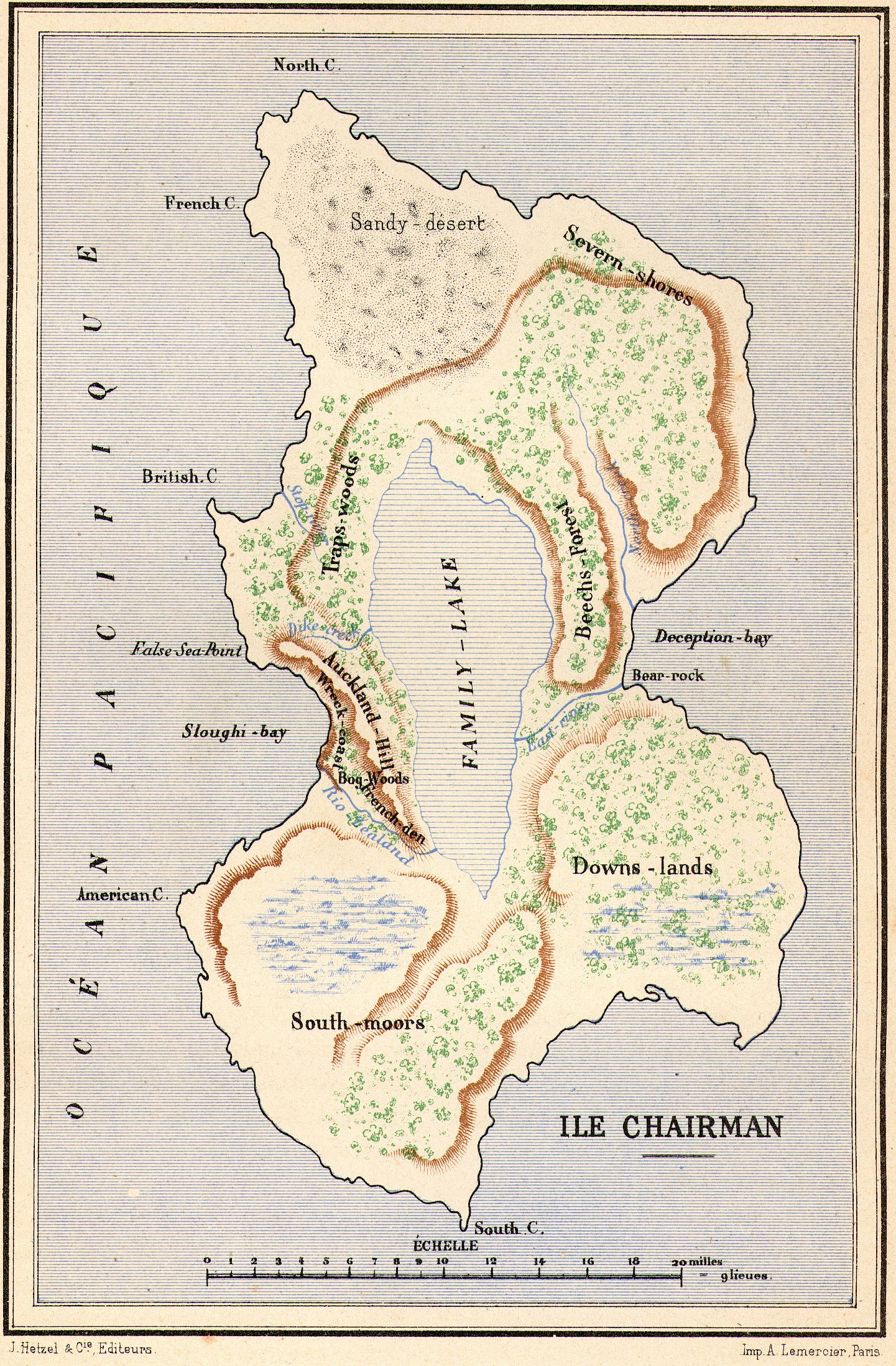
نقشه جزیره شرمان

شب هنگام، طناب بسته شده به کشتی، از حلقه آهنی اسکله جدا می‌شود و اسلوث اسیرِ جریان جزر شده و به فضای لایتناهی کشیده می‌شود و شتابان به سوی دریا می‌رود. موکو و چند تن دیگر از بچه‌ها متوجه وضعیت غیرعادی کشتی می‌شوند اما داد و فریاد آنها برای کمک، بی‌نتیجه می‌ماند. شب نهم مارس ۱۸۶۰ کشتی دستخوش طوفان شده و پس از ساعت‌های طولانی و وحشتناک، در گیرودار جوش و خروشهای موجهای غول آسا، به تل مرتفعی از ماسه‌های نرم برخورد می‌کند که در دویست قدمی یک پرتگاه کنار دریا واقع شده بود و مسافت کوتاهی پایین‌تر از پرتگاه، نخستین درختان سرافراز در آغوش هم روئیده بودند. سرانجام کشتی با سرنشینان زار و نزارِ خود در زمین هموار فرود می‌آید و به تپه خاکی تکیه می‌دهد و تعطیلات دو ساله در جزیره‌ای ناشناخته (جزیره هانوفر در نزدیکی سواحل شیلی در اقیانوس آرام جنوبی) که بعدها بچه‌ها آنرا به افتخار آموزشگاه شبانه روزیِ خود، جزیره شرمان نامگذاری می‌کنند، آغاز می‌گردد.
تعطیلاتی خطرناک در سرزمینی ناشناخته و غیرمسکونی! بچه‌ها برای زنده ماندن، بجز جرأت و همت هیچ وسیله دیگری ندارند؛ شکار می‌کنند، ماهیگیری می‌کنند، کمندها، دام‌ها، تله‌ها، و چیزهای دیگر اختراع می‌کنند، حیوانات را پرورش می‌دهند، درختکاری می‌کنند و … اما بعد از مدتی بین پسران اختلافاتی بروز می‌کند و چند دسته می‌شوند. اوج‌گیری اختلافات با ورود دزدان دریایی به جزیره همزمان می‌شود. نبردی ناآرم و خونین درمی‌گیرد؛ کودکان با ایمان و پرشور مجدد متحد شده و علیه مردان بی‌وجدان و خدانشناس تا واپسین دم، می‌جنگند و لحظه‌ای گام پس نمی‌نهند. در پایان این جنگ ناجوانمردانه و غلبه بر دزدان، بچه‌ها به کمک ملوانی که اسیر دزدان دریایی بود با کمک کشتی از جزیره خارج شده و پس از دو سال دوباره به آغوش خانواده‌های خود برمی گردند.

## انتشار کتاب
همچون بسیاری دیگر از کتابهای ژول ورن، دو سال در تعطیلات نیز به صورت سریالی بین ژانویه و دسامبر ۱۸۸۸ (طی بیست و چهار قسمت) در بخشی به نام Extraordinary Journeys (به فارسی: سفرهای شگفت‌انگیز) از یک مجله فرانسوی توسط پیر-ژول اتزل (ناشر پاریسی) منتشر گردید. در ژوئن و اوایل نوامبر همان سال به صورتِ کتابی دو جلدی و در اواخر نوامبر ۱۸۸۸ نیز به صورت کتابی مصور و به همراه یک نقشه رنگی و پیشگفتاری از ژول ورن منتشر گردید.
ژول ورن در مقدمه‌ای که بر کتاب نوشته است هدف خود از خلق این رمان حادثه‌ای را ایجاد فضای رابینسون کروزوئه مانند دیگری برای نوجوانان بیان می‌کند و اینکه به دنیا نشان دهد نوجوانان وقتی به محک آزمایش گزارده شوند با تکیه بر شجاعت‌ها و استعدادهایشان چه قابلیت‌ها و توانایی‌های دارند.

### انتشار کتاب در ایران
- این اثر توسط محمد تقی دانیا به فارسی ترجمه و توسط نشر توسن در سال ۱۳۶۲ با نام دو سال در تعطیلات به چاپ رسیده است.
- این اثر توسط حسین چتر نور به فارسی ترجمه و توسط شرکت توسعه کتابخانه‌های ایران در سال ۱۳۸۳ با نام تعطیلات دو ساله به چاپ رسیده است.
- این اثر همچنین توسط زهرا مصفا به فارسی ترجمه و توسط نشر شقایق با نام آوارگان جزیره به چاپ رسیده است.